# William Hanks
William Hanks é um linguista e antropólogo estadunidense. Seu trabalho se destaque como influente no desenvolvimento da antropologia linguística, descrevendo os usos de dêixis e indexicalidade na língua iucateque. Atualmente é professor da Universidade da Califórnia em Berkeley.
Graduado pela Universidade de Georgetown, foi aluno de Michael Silverstein na Universidade de Chicago, onde recebeu o título de Ph.D. Hanks também é conhecido por introduzir a teoria de Pierre Bourdieu ao estudo das práticas comunicativas.

## Obras
- 2009. Converting words: Maya in the age of the cross. University of California Press.
- 1999. Intertexts, Writings on Language, Utterance and Context. Denver: Rowman and Littlefield.
- 1995. Language and Communicative Practices. Series Critical Essays in Anthropology. Boulder: Westview Press.
- 1990. Referential Practice, Language and Lived Space among the Maya. Chicago: The University of Chicago Press.
- 1992. The Indexical Ground of Deictic Reference. In Rethinking Context, Language as an Interactive Phenomenon. A. Duranti and C. Goodwin, eds. pp. 43–77. Cambridge University Press.